# Біцентричний многокутник

Рівносторонній трикутник

Біцентричний дельтоїд

Біцентрична рівнобічна трапеція

Правильний п'ятикутник

У геометрії біцентричний многокутник — це описаний многокутник (многокутник, усі сторони якого дотичні до внутрішнього кола), який також є вписаним у зовнішнє коло, яке проходить через кожну його вершину. Усі трикутники та всі правильні многокутники біцентричні. З іншого боку, прямокутник з нерівними сторонами не є біцентричним, оскільки жодне коло не може дотикатися до всіх його чотирьох сторін.

## Трикутники
Кожен трикутник біцентричний. У трикутнику радіуси r і R вписаного та описаного кола відповідно пов'язані рівнянням
{\displaystyle {\frac {1}{R-x}}+{\frac {1}{R+x}}={\frac {1}{r}}}
де x — відстань між центрами кіл. Це одна з версій формули трикутника Ейлера.

## Біцентричні чотирикутники
Не всі чотирикутники є біцентричними (мають як вписане, так і описане коло). Для даних двох кіл (одне в одному) з радіусами R і r, де {\displaystyle R>r}, опуклий чотирикутник, вписаний в одне з них і описаний навколо іншого, існує тоді й лише тоді, коли їхні радіуси задовольняють рівність
{\displaystyle {\frac {1}{(R-x)^{2}}}+{\frac {1}{(R+x)^{2}}}={\frac {1}{r^{2}}}}
де x — відстань між їхніми центрами. Ця умова (і аналогічні умови для многокутників вищого порядку) відома як теорема Фусса.

## Многокутники з n > 4
Відома складна загальна формула співвідношення між радіусом описаного кола R, радіусом вписаного кола r і відстанню x між центром описаного кола та центром вписаного кола для будь-якого числа сторін n. Для деяких n:
{\displaystyle n=5:\quad r(R-x)=(R+x){\sqrt {(R-r+x)(R-r-x)}}+(R+x){\sqrt {2R(R-r-x)}},}
{\displaystyle n=6:\quad 3(R^{2}-x^{2})^{4}=4r^{2}(R^{2}+x^{2})(R^{2}-x^{2})^{2}+16r^{4}x^{2}R^{2},}
{\displaystyle n=8:\quad 16p^{4}q^{4}(p^{2}-1)(q^{2}-1)=(p^{2}+q^{2}-p^{2}q^{2})^{4},}
де {\displaystyle p={\tfrac {R+x}{r}}} і {\displaystyle q={\tfrac {R-x}{r}}.}

## Правильні многокутники
Кожен правильний многокутник є біцентричним. У правильному многокутнику вписане й описане кола концентричні, тобто мають спільний центр, який також є центром правильного многокутника, тому відстань між центром вписаного й описаного кола завжди дорівнює нулю. Радіусом вписаного кола є апофема (найкоротша відстань від центра до сторони правильного многокутника).
Для будь-якого правильного многокутника співвідношення між довжиною ребра a, радіусом r вписаного кола та радіусом R описаного кола таке:
{\displaystyle R={\frac {a}{2\sin {\frac {\pi }{n}}}}={\frac {r}{\cos {\frac {\pi }{n}}}}.}
Для деяких правильних многокутників, які можна побудувати за допомогою циркуля та лінійки, маємо такі алгебричні формули для цих співвідношень:
| {\displaystyle n\!\,} | {\displaystyle R\,{\text{і}}\,a\!\,}                                     | {\displaystyle r\,{\text{і}}\,a\!\,}                                                      | {\displaystyle r\,{\text{і}}\,R\!\,}                                                                   |
| 3                     | {\displaystyle R{\sqrt {3}}=a\!\,}                                       | {\displaystyle 2r={\frac {a}{3}}{\sqrt {3}}\!\,}                                          | {\displaystyle 2r=R\!\,}                                                                               |
| 4                     | {\displaystyle R{\sqrt {2}}=a\!\,}                                       | {\displaystyle r={\frac {a}{2}}\!\,}                                                      | {\displaystyle 2r=R{\sqrt {2}}\!\,}                                                                    |
| 5                     | {\displaystyle R{\sqrt {\frac {5-{\sqrt {5}}}{2}}}=a\!\,}                | {\displaystyle r\left({\sqrt {5}}-1\right)={\frac {a}{10}}{\sqrt {50+10{\sqrt {5}}}}\!\,} | {\displaystyle r({\sqrt {5}}-1)=R\!\,}                                                                 |
| 6                     | {\displaystyle R=a\!\,}                                                  | {\displaystyle {\frac {2r}{3}}{\sqrt {3}}=a\!\,}                                          | {\displaystyle {\frac {2r}{3}}{\sqrt {3}}=R\!\,}                                                       |
| 8                     | {\displaystyle R{\sqrt {2+{\sqrt {2}}}}=a\left({\sqrt {2}}+1\right)\!\,} | {\displaystyle r{\sqrt {4-2{\sqrt {2}}}}={\frac {a}{2}}{\sqrt {4+2{\sqrt {2}}}}\!\,}      | {\displaystyle 2r\left({\sqrt {2}}-1\right)=R{\sqrt {2-{\sqrt {2}}}}\!\,}                              |
| 10                    | {\displaystyle ({\sqrt {5}}-1)R=2a\!\,}                                  | {\displaystyle 2r{\sqrt {25-10{\sqrt {5}}}}=5a\!\,}                                       | {\displaystyle {\frac {2r}{5}}{\sqrt {25-10{\sqrt {5}}}}={\frac {R}{2}}\left({\sqrt {5}}-1\right)\!\,} |

Отже, маємо такі десяткові наближення:
| {\displaystyle n\!\,} |  | {\displaystyle R/a\!\,} |  | {\displaystyle r/a\!\,} |  | {\displaystyle R/r\!\,} |
| {\displaystyle 3\,}   |  | {\displaystyle 0.577\,} |  | {\displaystyle 0.289}   |  | {\displaystyle 2.000\,} |
| {\displaystyle 4}     |  | {\displaystyle 0.707\,} |  | {\displaystyle 0.500}   |  | {\displaystyle 1.414\,} |
| {\displaystyle 5}     |  | {\displaystyle 0.851\,} |  | {\displaystyle 0.688}   |  | {\displaystyle 1.236\,} |
| {\displaystyle 6}     |  | {\displaystyle 1.000\,} |  | {\displaystyle 0.866}   |  | {\displaystyle 1.155\,} |
| {\displaystyle 8}     |  | {\displaystyle 1.307\,} |  | {\displaystyle 1.207}   |  | {\displaystyle 1.082\,} |
| {\displaystyle 10}    |  | {\displaystyle 1.618\,} |  | {\displaystyle 1.539}   |  | {\displaystyle 1.051\,} |

## Поризм Понселе
Якщо два кола є вписаним і описаним колами окремого біцентричного n-кутника, то ці ж два кола є вписаним і описаним колами нескінченної кількості біцентричних n-кутників. Точніше, на кожній дотичній до внутрішнього з двох кіл можна побудувати біцентричний n-кутник, розмістивши вершини на прямій у точках, де вона перетинає зовнішнє коло, продовжуючи від кожної вершини вздовж іншої дотичної та повторюючи це до замкнення ламаної в n-кутник. Той факт, що так буде завжди, випливає з теореми про замикання Понселе, яка в загальнішому випадку застосовується до вписаних і описаних конік.
Крім того, якщо задано описане коло та вписане коло, кожна діагональ змінного многокутника є дотичною до фіксованого кола.